# Jason Douglas

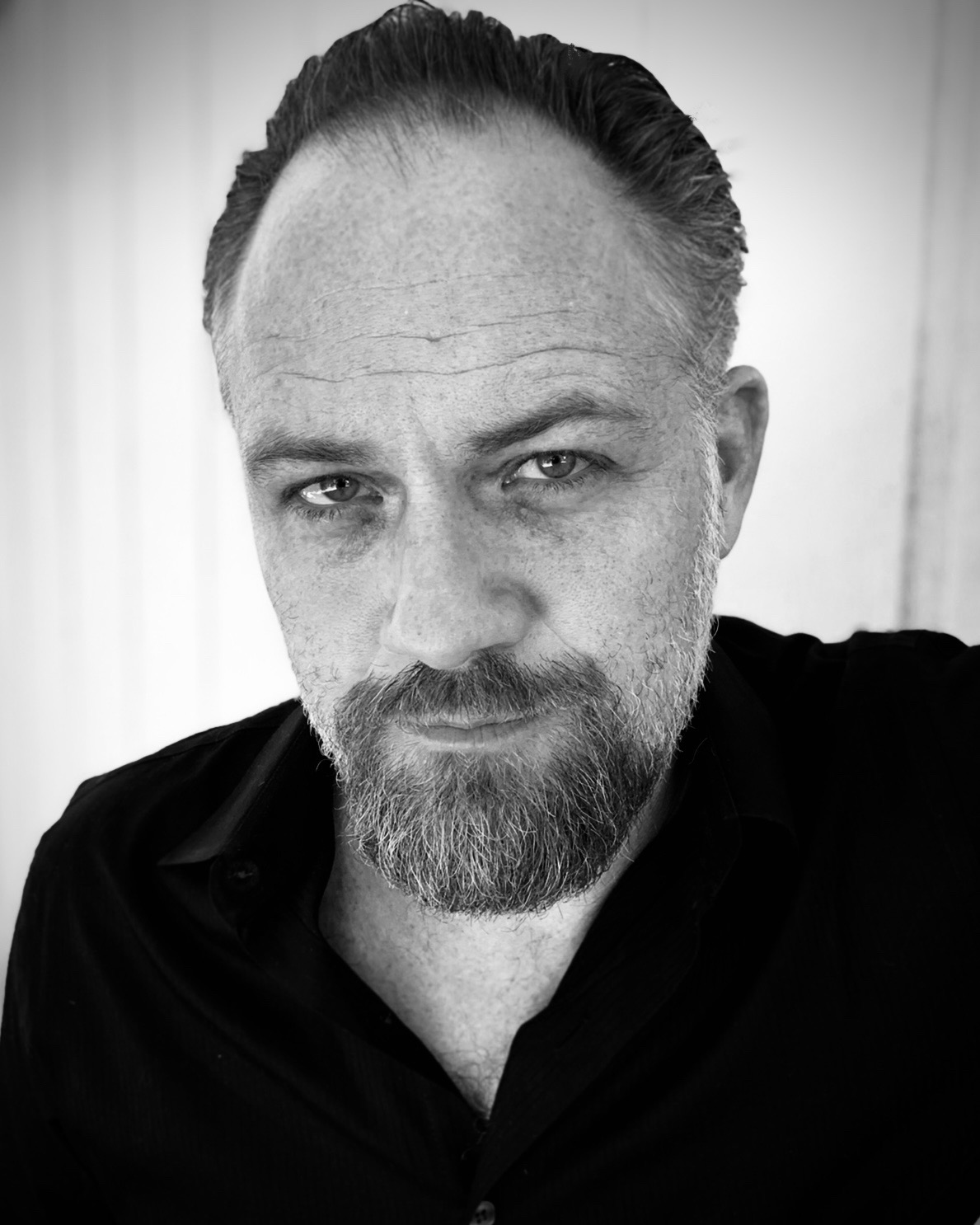
Jason Douglas

Jason Douglas (Arkansas, 14 februari 1973) is een Amerikaans acteur en stemacteur.

## Carrière
Douglas begon in 1983 met acteren als stemacteur voor de Engelse stem in de Japanse animatieserie Aura Battler Dunbine, waarna hij in nog meer dan 280 televisieseries en films speelde als stemacteur en acteur.

## Privé
Douglas is getrouwd en heeft met zijn echtgenote drie kinderen.

## Filmografie

### Films
Selectie:
- 2016 Jack Reacher: Never Go Back - als sheriff
- 2014 Men, Women & Children - als Ray Beltmeyer
- 2013 Parkland - als Ken Howe
- 2013 Snitch - als Wayne
- 2010 Machete - als politieagent
- 2008 The Librarian: Curse of the Judas Chalice - als Ivan
- 2007 Planet Terror - als Lewis
- 2007 No Country for Old Men - als taxichauffeur bij motel
- 2007 Premonition - als dokter op eerste hulp
- 2006 A Scanner Darkly - als manager boerderij New Path
- 2005 Sin City - als huurmoordenaar
- 2003 Secondhand Lions - als helper
- 1999 Gamera 3: Awakening of Irys - als Kurata Shinya (stem)
- 1996 Gamera 2: Attack of Legion - als diverse stemmen

### Televisieseries
Selectie:
- 2023-2024 Sôsô no Furîren - als Heiter (Engelse stem) - 21 afl.
- 2022 The Dawn of the Witch - als huursoldaat (stem) - 9 afl.
- 2021 Cruel Summer - als Nick Marshall - 4 afl.
- 2016-2020 RWBY - als Jacques Schnee (stem) - 11 afl.
- 2019 BEM - als Woods (stem) - 12 afl.
- 2015-2018 The Walking Dead - als Tobin - 26 afl.
- 2018 Preacher - als satan - 4 afl.
- 2018 Cardcaptor Sakura Clear Card-hen - als Fujitaka (stem) - 10 afl.
- 2018 After the Rain - als Masami Kondo (stem) - 12 afl.
- 2015-2018 Dragon Ball Super - als Beerus (stem) - 82 afl.
- 2017-2018 The Ancient Magus' Bride - als Nevin (stem) - 6 afl.
- 2017 Grimoire of Zero - als huursoldaat (stem) - 12 afl.
- 2016 Tales of Zestiria the X - als stem - 13 afl.
- 2015 Attack on Titan: Junior High - als Miche Zacharius (stem) - 12 afl.
- 2013-2015 Nashville - als Dashell Brinks - 7 afl.
- 2014 Lord Marksman and Vanadis - als King Faron (stem) - 13 afl.
- 2013 Revolution - als Garrett - 5 afl.
- 2011-2014 Fairy Tail: Fearî teiru - als Gildarts Clive / Gildarts / Levia (stemmen) - 30 afl.
- 2010-2011 Cat Planet Cuties - als Matrey (stem) - 11 afl.
- 2011 Level E - als kapitein Kraft (stem) - 13 afl.
- 2009-2010 Black Butler - als Claude Faustus (stem) - 10 afl.
- 2009-2010 Fullmetal Alchemist - als Miles (stem) - 18 afl.
- 2008-2009 Soul Eater - als Joe Buttataki (stem) - 12 afl.
- 2008-2009 Michiko & Hatchin - als stem - 9 afl.
- 2008 Rosario + Vampire - als Kuyo (stem) - 13 afl.
- 2006 Air Gear - als Magaki / Yoshitsune (stemmen) - 15 afl.
- 2005-2006 Jinki: Extend - als Ryohei Ogawara / Lion Council (stemmen) - 13 afl.
- 2003-2004 Kaleido Star - als diverse stemmen - 51 afl.
- 2004 Kurau: Phantom Memory - als Doug (stem) - 17 afl.
- 2003-2004 Chrono Crusade - als pastoor Ewan Remington (stem) - 21 afl.
- 2003-2004 Maburaho - als Haruaki Akai (stem) - 17 afl.
- 2003-2004 Papuwa - als Liquid - 26 afl.
- 2003-2004 Cromartie High School - als Takeshi Hokuto / Bushiko Hokuto (stemmen) - 14 afl.
- 2003 Full Metal Panic? Fumoffu - als Fujisaki / Iori Mizuhoshi / Koichi (stemmen) - 14 afl.
- 2003 The Mythical Detective Loki Ragnarok - als Frey (stem) - 23 afl.
- 2002 Azumanga Daioh - als Chiyo-Dad (stem) - 12 afl.
- 2002 RahXephon - als Masaru Gomi (stem) - 15 afl.
- 2002 Full Metal Panic! - als diverse stemmen - 24 afl.
- 2001 BASToF Lemon - als Pseudo / Flashback Agent B (stemmen) - 25 afl.
- 2001 Noir - als vader van Henri / openbaar aanklager (stemmen) - 26 afl.
- 1998-2000 Shadow Skill - als diverse stemmen - 18 afl.
- 1995-1996 Street Fighter II: V - als Ken Masters (stem) - 29 afl.
- 1986-1987 Seinto Seiya - als Hyoga (stem) - 42 afl.

### Computerspellen
Selectie:
- 2019 Borderlands 3 - als Krieg
- 2013 Aliens: Colonial Marines - als kapitein Jeremy Cruz
- 2012 Borderlands 2 - als Krieg
- 2011 Duke Nukem Forever - als Generic Males
- 2002 Unlimited SaGa - als Nuage / Dagle Bos